# The Minor League
The Minor League es un álbum de estudio de la banda española Insanity Wave, lanzado en 2000. Es un disco más cercano al Rock Alternativo Americano. Contó como productor con Mitch Easter (R.E.M., Wilco, Pavement, Velvet Crush…), que incorporó arreglos e instrumentos muy imaginativos. Destacando el Chamberlin, Pedal steel guitar, Autoharp y el Sitar. El disco saldría editado definitivamente en el año 2000, bajo el propio sello discográfico de la banda, Elmer Music.
La portada original de estilo cómic fue creada por el diseñador amigo de la banda Miguel González Martín.

## Lista de canciones
1. «The Minor League»
2. «Stuck in the rut»
3. «Roller coaster ride»
4. «Lost days»
5. «Take me there»
6. «Could you be the one»
7. «Other people’s game»
8. «sleepwalking»
9. «Tonight»
10. «Rock nº1»

## Personal
- José Mª Mtnez Escriña - voz y guitarra
- Colman Gota - voz y bajo
- Juan Corrales - batería

## Créditos
- Grabado en los estudios The Fidelitorium, Kernersville, Carolina del Norte, Estados Unidos.
- Producido y mezclado por Mitch Easter.

Todas las canciones compuestas por José Mª Mtnez Escriña, Colman Gota, Juan Corrales.
- Datos: Q5404180